# Шангалы (станция)
Шангалы — станция в Устьянском районе Архангельской области.

## География
Находится в южной части Архангельской области на расстоянии приблизительно 12 км на восток-юго-восток по прямой от административного центра района поселка Октябрьский у одноименной станции Северной железной дороги.

## История
Населенный пункт возник при станции, открытой в 1942 году. До 2022 года входила в Илезское сельское поселение до его упразднения.

## Население
| 2002 | 2010 | 2012 |
| ---- | ---- | ---- |
| 0    | →0   | ↗1   |

Численность населения: 1 человек (русские 100 %) в 2002 году, 0 в 2010.